# Drug
Drug (russisk: Друг) er en sovjetisk spillefilm fra 1987 af Leonid Kvinikhidze.

## Medvirkende
- Sergej Shakurov som Nikolaj Nikitin
- Anatolij Romasjin
- Viktor Uralskij som Mitka
- Galina Polskikh som Eleonora Frantsevna
- Igor Jasulovitj som Andreitj